# Guaicures

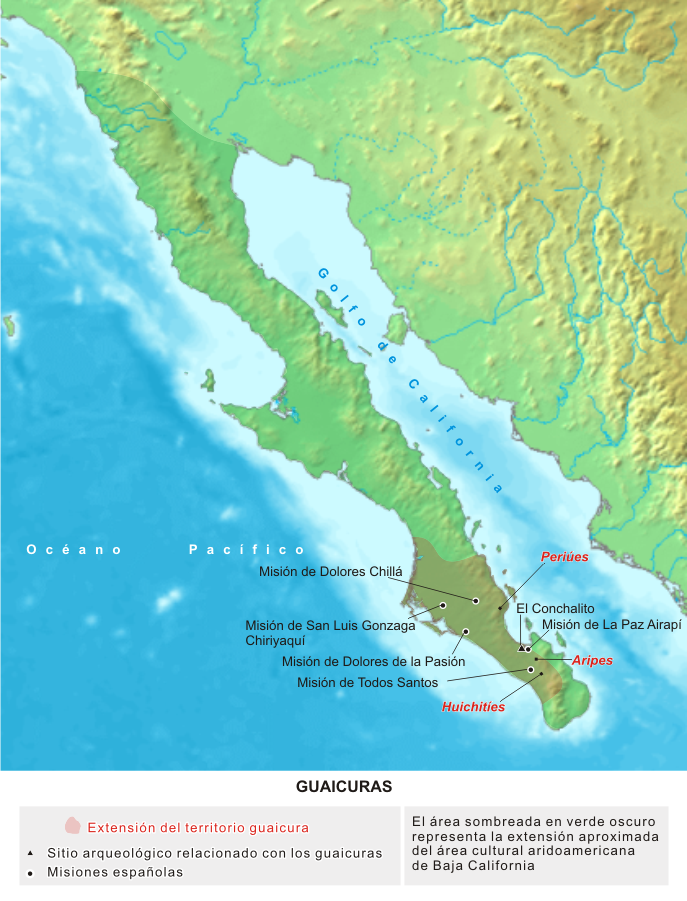
Territori dels guaicures

Els guaicures --també coneguts com a guaycura o waicura--van ser un conjunt de pobles natius de Baixa Califòrnia Sud (Mèxic), que van ocupar una àrea que s'estenia des del sud de l'actual ciutat de Loreto fins a Todos Santos. Disputaven l'àrea de La Paz als pericús.

## Història
Els guaicures van entrar en contacte amb els espanyols a Airapí (nom indígena amb el qual es denominava l'actual emplaçament de la capital sudcaliforniana) al voltant de l'any 1530. Per un segle i mig, les trobades amb les expedicions marítimes a la Península de Califòrnia van ser esporàdiques. Les missions jesuïtes destinades a l'evangelització dels guaicures van ser construïdes en Airapí (1720), Chillá (1721), Todos Santos (1733) i Chiriyaquí (1737). Els guaicures van estar implicats en la rebel·lió dels pericús contra dels jesuïtes en 1734, i van començar a declinar demogràficament en la segona meitat del segle xviii. Probablement es van extingir culturalment al voltant de l'any 1800.
Alguns exploradors i missioners van deixar certs informes etnogràfics relacionats amb el poble guaicura. Els més detallats d'ells corresponen al sacerdot jesuïta alsacià Johann Jakob Baegert, que es va establir s la Missió de Chiriyaquí entre 1751 i 1768. Baegert es va prendre massa a la tremenda el seu càrrec a Chiriyaquí, fins al grau que va qualificar als guaicures d'"estúpids, bruts, bruts, insolents, ingrats, mentiders, grans parladors fins al final i infantils". Pensava que l'organització social d'aquest poble era l'extrem de la simplicitat, i creia que aquest sistema havia romàs sempre així.

## Llengua
El testimoniatge de Baegert inclou un vocabulari amb el nom d'algunes parts del cos, un esquema de la conjugació del verb i alguns textos en guaicura, entre ells una versió de Pare Nostre i dels dotze articles del Credo. William C. Massey en 1949 va suggerir una relació lingüística entre el guaicura i el pericú, però aquesta proposta mancava de prou evidències i comparacions significatives. Alguns lingüistes han suggerit que el guaicura pot pertànyer a la controvertida família hoka de Califòrnia i Mèxic; no obstant això, l'evidència disponible no sembla concloent.
Juntament amb les limitades observacions de Baegert sobre els guaicures es compta amb el testimoniatge del missioner Miguel del Barco qui aclareix que els guaicures estaven dividits en diversos grups: huchitís, cores, aripes, guaicures pròpiament dits i monquis. Cadascun d'aquests grups representaria un dialecte o llengua diferenciada